# Mertensophryne mocquardi
Mertensophryne mocquardi är en groddjursart som först beskrevs av Angel 1924.  Mertensophryne mocquardi ingår i släktet Mertensophryne och familjen paddor. IUCN kategoriserar arten globalt som otillräckligt studerad. Inga underarter finns listade i Catalogue of Life.